# 3600 secondes d'extase

3600 secondes d’extase est une émission humoristique québécoise basée sur l’actualité politique, sociale et culturelle, réalisée par Isabelle Garneau et Pierre Ouimet. Elle est animée par Marc Labrèche et sa première saison était diffusée les samedis soir à 19 heures entre le 19 janvier 2008 et le 12 avril 2008 à Radio-Canada. La saison 2008-2009, quant à elle, sera sur les ondes une heure plus tard, soit le samedi à 20 heures, à partir du 13 septembre. La saison 2009-2010 change de nouveau de case horaire pour être diffusée le jeudi soir. L'auteur principal est Marc Brunet.
L'émission tire sa révérence le 31 mars 2011.

## L'équipe
- Animateur: Marc Labrèche
- Chroniqueurs: Bruno Blanchet, Pierre Brassard, Paul Houde, André Sauvé
- Comédiens: Nancy-Lyne Beaudry, Mathieu Bourbonnais, Patrice Coquereau, Mathieu Cyr, Guylaine Guay, Soleil Guérin, Jacqueline Laforce, Élise Guilbault, Jennie-Anne Walker, Guillermina Kerwin, Daniel Thomas.
- Danseuse-chorégraphe: Maud Beauchemin
- Danseuse: Caroline Gervais

Jean Charest et Pauline Marois ont participé à une publicité précédent le lancement de l'émission. Choix discuté, notamment par Stéphane Dion, qui semble ne pas vouloir participer à la promotion d'une émission de télévision.

## Commentaires
Le nom de l'émission est une parodie du nom de l'ancienne émission 90 minutes de bonheur animé par Chantal Lacroix sur TQS.
On retrouve dans l'émission des personnages de l'ancienne série réalisée par Marc Brunet et jouée notamment par Marc Labrèche, Le cœur a ses raisons, comme le mannequin international Brenda Montgomery et son grand-père Cliford.